# Belle (bài hát của Disney)
"Belle" là một ca khúc sáng tác bởi người viết lời bài hát Howard Ashman và nhà soạn nhạc Alan Menken cho bộ phim hoạt hình chiếu rạp thứ 30 của Walt Disney Pictures Người đẹp và quái thú (1991). Ban đầu do nữ diễn viên Paige O'Hara và nam diễn viên Richard White thể hiện, "Belle" là một bài hát lấy cảm hứng từ âm nhạc Pháp và nhạc cổ điển bao gồm các yếu tố nhạc kịch đến từ cả Broadway và các thể loại nhạc kịch chung. Với vai trò bài hát đầu tiên của bộ phim, "Belle" là một tác phẩm âm nhạc quy mô lớn theo phong cách operetta với mục đích giới thiệu tới khán giả về nhân vật nữ chính thích đọc sách Belle, một cô gái trẻ sống ít theo lề lối truyền thống và đang ngày càng tỏ ra buồn chán với cuộc sống nơi tỉnh lẻ mà nàng đang bị buộc phải chịu đựng; cùng với Gaston, nhân vật phản diện kiêu ngạo muốn qua hôn nhân sở hữu, chiếm đoạt nàng.
"Belle" được hầu như tất cả các nhà phê bình phim và âm nhạc ca ngợi, một số người gọi ca khúc này một trong những ca khúc mở đầu hay nhất trong lịch sử phim nhạc kịch. Về âm nhạc, Belle được so sánh với các bài hát trong phim Câu chuyện miền Tây (1961) và The Sound of Music (1965), cùng với các vở nhạc kịch Broadway Fiddler on the Roof và She Loves Me. "Belle" đã được đề cử giải Oscar cho Ca khúc trong phim hay nhất tại lễ trao Giải Oscar lần thứ 64 năm 1992, nhưng cuối cùng để mất vào tay bài hát chủ đề của Người đẹp và quái thú. Ca khúc cũng xuất hiện trong vở nhạc kịch Broadway dựa theo bộ phim, và người đầu tiên thể hiện nó trong phiên bản nhạc kịch là nữ diễn viên Susan Egan.

## Bài hát

### Lịch sử

Belle, nhân vật nữ chính của phim, người được nhắc đến trong lời bài hát.

Trong một nỗ lực nhằm lặp lại thành công vang dội trước đó không lâu của phim Nàng tiên cá (1989), Walt Disney Feature Animation quyết định chuyển thể câu chuyện cổ tích "Người đẹp và quái thú" thành một bộ phim hoạt hình chiếu rạp. Mặc dù ban đầu được mường tượng là một bộ phim hoạt hình "dù thế nào đi nữa cũng không được sử dụng các ca khúc" dưới sự điều hành sản xuất của Richard Purdum, nhưng CEO của Disney lúc đó là Jeffrey Katzenberg không hài lòng với cách thể hiện ảm đạm và buồn tẻ mà bộ phim đang hướng đến, và cuối cùng quyết định viết lại kịch bản để chuyển phim thành một "bộ phim nhạc kịch theo phong cách Broadway với một nhân vật nữ chính nổi bật", tương tự như Nàng tiên cá. Disney sau đó đã mời nhà viết lời bài hát Howard Ashman và nhà soạn nhạc Alan Menken tới sáng tác ca khúc cho phim và giúp đỡ họ "chuyển Người đẹp và quái thú thành một phim nhạc kịch", bộ đôi trước đó vừa cộng tác trong dự án sáng tác nhạc cho Nàng tiên cá.
Theo Menken, những "ca khúc làm cốt truyện sâu sắc hơn" trong Người đẹp và quái thú, bao gồm "Belle", phát triển lần lượt khá tự nhiên bởi bản thân kịch bản phim viết "gần như... rất sát với một vở nhạc kịch sân khấu", và được "thể hiện theo phong cách nhạc kịch Broadway truyền thống." Theo nữ diễn viên và ca sĩ Broadway Paige O'Hara, người đảm nhiệm cả việc thu âm ca khúc này và lồng tiếng cho nhân vật Belle, Ashman và Menken "muốn bỏ âm hưởng nhạc pop của Nàng tiên cá lại sau lưng và tìm đến một chút gì đó theo phong cách Jerome Kern/Rodgers & Hammerstein hơn" cho Người đẹp và quái thú. Các ca khúc và tác phẩm âm nhạc của phim, được viết để vừa "đưa đẩy cốt truyện" và mang tới "sự phát triển nhân vật", chịu ảnh hưởng lớn từ âm nhạc Pháp, nhạc cổ điển và âm nhạc Broadway truyền thống. Thêm vào đó, Menken miêu tả "Belle" và các bài hát khác trong Người đẹp và quái thú với phóng viên tờ The New York Times là "sự tiếp xúc với nước Pháp hồi thế kỷ 18".
Được viết theo phong cách mà sau này Menken công nhận nó "khá xa cách so với thể loại pop đương đại", các nhà soạn nhạc ban đầu khá nghi ngờ ca khúc "Belle", lo ngại rằng nó có thể sẽ "kết thúc sự nghiệp của họ tại Disney" nếu không được đón nhận tích cực. Được nhà sản xuất phim Don Hahn miêu tả là một ca khúc "theo phong cách operetta Gilbert & Sullivan", "Belle" chuyển tải rất nhiều thông điệp "trong một khoảng thời gian rất ngắn". Ashman và Menken ban đầu e ngại rằng các nhà làm phim có thể không hưởng ứng cách tiếp cận hoạt hình theo kiểu nhà hát, sân khấu của họ. Nhưng họ đã rất bất ngờ khi cuối cùng "Belle" rất được nhóm [sáng tạo] của bộ phim yêu thích và ưa chuộng, trở thành một trong số ít những bài hát của phim không hề bị sửa chữa, thay đổi trong suốt quá trình sản xuất.

### Bối cảnh và âm nhạc
Hy vọng sẽ viết được một bài hát thành công trong việc "tả lại [Belle] trong một thế giới quá an toàn và được bảo vệ", Ashman và Menken lấy cảm hứng từ phong cách kể chuyện thường dành riêng cho thể loại operettas truyền thống. Là ca khúc mở đầu của Người đẹp và quái thú, "Belle", một "khoảnh khắc then chốt...trong mạch kể", đóng vai trò quan trọng trong bộ phim bởi nó giới thiệu cả nhân vật nữ chính của tác phẩm, Belle, người bài hát được đặt tên theo, và Gaston, nhân vật phản diện của phim. Trong khi Belle, một người thông minh, thích đọc sách và sống ít phụ thuộc vào lề lối phép tắc, ngày càng thất vọng với cuộc sống làng quê tẻ nhạt và mong ước được đi phiêu lưu như những nhân vật trong các sách nàng đọc, Gaston là một kẻ đi săn kiêu ngạo muốn đưa nàng đi đến hôn nhân. Trong khoảng năm phút, ca khúc miêu tả vai trò của cả Belle và Gaston trong phim Người đẹp và quái thú tới khán giả. Bài hát cũng thể hiện quan điểm của cư dân thị trấn và "dựng nên một chủ đề tổng thể và báo trước vì sao thị trấn lại có thái độ không mấy tích cực với [Belle] như vậy"; trong khi mọi người khen ngợi Belle rất nhiều vì vẻ xinh đẹp không thể nghi ngờ của nàng; họ cho rằng nàng lập dị bởi nàng thích sách vở và chế nhạo vì nàng sống ít theo khuôn phép. Tuy vậy, họ cũng lại ca ngợi Gaston vì vẻ bề ngoài và nam tính của anh ta.
Theo Irving Tan của trang Sputnikmusic, "Belle" là một ca khúc "tuyệt vời, với sự dàn dựng của dàn nhạc", được viết theo phong cách operetta truyền thống. Thường được coi là bài hát "Tôi mong muốn" của bộ phim, một thuật ngữ cho chính Ashman sáng tạo và phổ biến, "Belle" cho nữ nhân vật chính một cơ hội để "bày tỏ những khát khao" của mình. Được Filmtracks.com miêu tả là một "ca khúc quyến rũ và lôi cuốn", "Belle", theo bản nhạc do Walt Disney Music Publishing xuất bản, là một ca khúc lấy cảm hứng từ Broadway và chịu ảnh hưởng nhạc kịch, được thể hiện ở tempo vừa phải kiểu "đồng quê" là 80 nhịp một phút ở giọng Rê trưởng. Hợp lại, âm vực giọng nữ cao của O'Hara và giọng nam trung của White trải dài khoảng gần hai quãng tám, từ nốt A3 thấp của White, tới nốt G5 cao của O'Hara. Cùng với, các diễn viên Alec Murphy, Mary Kay Bergman và Kath Soucie cũng góp giọng trong ca khúc này. Tổng cộng, bài hát "Belle" dài năm phút chín giây.

## Phản hồi và đánh giá

### Phản hồi từ giới chuyên môn
Kể từ khi phim Người đẹp và quái thú được phát hành tháng 11 năm 1991, "Belle" nhận được đánh giá rất cao từ cả các nhà phê bình phim và các nhà phê bình âm nhạc. Trang Filmtracks.com gọi ca khúc là "nằm trong số những tác phẩm nhạc phim thuyết phục và xuất sắc nhất trong lịch sử", xứng đáng nhận được một đề cử giải Oscar. Cùng với đó, Filmtracks cũng ca ngợi phiên bản mở rộng (reprise) của bài hát, so sánh nó với ca khúc "The Sound of Music" trong phim The Sound of Music (1965) bởi cả hai bài hát có phần đệm khá giống nhau. Irving Tan của trang Sputnikmusic.com miêu tả bài hát là một ca khúc "bình dị, thôn dã".
Jennie Punter của tờ The Globe and Mail ca ngợi "Belle" là "một trong những ca khúc mở đầu ấn tượng nhất trong tất cả các bộ phim nhạc kịch từng được sản xuất". Janet Maslin của báo The New York Times cũng tỏ ra rất thích thú với bài hát, ca ngợi cách bài hát đưa đẩy cốt truyện, miêu tả "Belle" là "nhạc phẩm mở đầu ấn tượng đã chứng tỏ sức hấp dẫn của bộ phim." Cùng với đó, Maslin chỉ ra những điểm tương đồng giữa "Belle" và một số nhạc phẩm xuất hiện trong bộ phim nhạc kịch Câu chuyện phía Tây (1961). Beliefnet gọi ca khúc là một "màn mở đầu hứng khởi". Pete Vonder Haar của báo Houston Press bày tỏ sự yêu thích của mình với cả bài hát lẫn phiên bản mở rộng của nó, cho rằng người xem không thể không trải qua một "sự lắng đọng không ngờ của cảm xúc" khi nghe cả hai ca khúc này. Nhấn mạnh rằng đây là một trong những ca khúc đáng chú ý nhất của phim, Sandie Angulo Chen miêu tả "Belle" là một nhạc phẩm "dễ đi vào lòng người" đã "cho thấy Belle khác với các nhân vật nữ chính trước đây của Disney như thế nào". Miêu tả ca khúc là một "phần mở đầu... đầy đặn", TV Guide tỏ ra tích cực khi so sánh "Belle" với một số ca khúc trong các vở nhạc kịch Fiddler on the Roof và She Loves Me.

### Giải thưởng và sự công nhận
Cùng với "Be Our Guest" và "Beauty and the Beast", "Belle" là một trong số ba ca khúc trong phim Người đẹp và quái thú được đề cử giải Oscar cho Ca khúc trong phim hay nhất tại lễ trao giải Oscar lần thứ 64 vào năm 1992. Nhưng cuối cùng "Belle" để mất giải này vào tay ca khúc chủ đề của phim. Theo nhà sản xuất Don Hahn, thực ra Disney hy vọng giải này sẽ thuộc về "Beauty and the Beast" và quảng bá rất nhiều cho ca khúc đó, giảm đáng kể kinh phí và sự quan tâm dành cho "Belle". Oh No They Didn't xếp "Belle" ở vị trí thứ hai mươi trong bài viết "25 bài hát Disney của mọi thời đại" (The Top 25 Disney Songs of All Time). Tương tự như vậy, Ultimate Disney xếp ca khúc ở vị trí thứ hai mươi trong "Danh sách 100 ca khúc hay nhất của Disney" (Top 100 Disney Song), ca ngợi vai trò của bài hát trong phim và miêu tả phần thể hiện của O'Hara là "sáng chói".
"Belle" bị bắt chước khá nhiều trong bộ phim hoạt hình nhạc kịch South Park: Bigger, Longer & Uncut (1999) với bài hát mở đầu, "Mountain Town". Filmtracks.com miêu tả phần bắt chước này là "một ca khúc giới thiệu thú vị".

## Biểu diễn trực tiếp và các bản hát lại
O'Hara lần đầu tiên biểu diễn trực tiếp ("live") ca khúc này tại lễ trao giải Oscar lần thứ 64 vào năm 1992, khi ca khúc được đề cử ở hạng mục Bài hát trong phim hay nhất. Mặc dù các nhà sản xuất chương trình muốn để những "ngôi sao nhạc pop" nổi tiếng thể hiện,, hai giám đốc điều hành của Disney là Michael Eisner và Jeffrey Katzenberg cương quyết để "Belle" phải do ca sĩ thu âm bản thu đầu tiên thể hiện. Các nhà sản xuất cũng cho phép O'Hara nếu muốn có thể hát nhép trên sân khấu; tuy nhiên cô quyết định sẽ biểu diễn trực tiếp. O'Hara cũng được yêu cầu phải mặc quần áo màu xanh và trắng thiết kế giống như trang phục của Belle trong phim, điều mà sau đó cô đã phản đối kịch liệt bởi cô cho rằng nó "quá rườm rà", và đáng ra Belle nên ăn mặc "đơn giản hơn." Cô so sánh bộ trang phục đó với những thứ mà nhân vật Little Bo Peep trong truyện cổ tích hay mặc. O'Hara cũng thừa nhận rằng cô rất lo lắng trước phần trình diễn này. Tuy nhiên, nữ diễn viên Angela Lansbury, người lồng tiếng cho nhân vật Bà Ấm trà trong phim và cũng là người thể hiện ca khúc "Beauty and the Beast" tại đêm trao giải ấy, trấn an cô rằng, "Paige, nếu tôi hát được như cô thì tôi sẽ chẳng phải lo nữa."
Vào tháng 8 năm 2011, O'Hara thể hiện một phiên bản rút gọn của bài hát "Belle" trực tiếp tại lễ trao giải Huyền thoại của Disney, và bản thân O'Hara cũng là một trong số những người được nhận giải hôm đó. Phần trình diễn của cô là một liên khúc Beauty and the Beast, trong đó O'Hara kết hợp phần âm nhạc giữa "Belle" với "Beauty and the Beast" và "Be Our Guest".